# بالدومرو پرلازا
بالدومرو پرلازا (انگلیسی: Baldomero Perlaza؛ زادهٔ ۵ ژوئن ۱۹۹۲) بازیکن فوتبال اهل کلمبیا است.
از باشگاه‌هایی که در آن بازی کرده‌است می‌توان به اتلتیکو ناسیونال و باشگاه فوتبال سانتا فه اشاره کرد.